# Водяхівка
Водяхі́вка — село в Україні, у Зміївській міській громаді Чугуївського району Харківської області. Населення становить 360 осіб. до 2020 орган місцевого самоврядування — Чемужівська сільська рада.

## Географія
Село Водяхівка знаходиться на правому березі річки Мжа в місці впадання в неї річки Вільшанка (права притока), вище за течією за 6 км - село Соколове, нижче за течією примикає село Височинівка, на протилежному березі розташоване село Артюхівка. Русло річки звивисте і сильно заболочене. Через село проходить автомобільна дорога Т 2112.

## Історія
Село засноване в 1680 році.
За даними на 1864 рік на хуторі Зміївської волості Зміївського повіту, мешкало 126 осіб (65 чоловічої статі та 61 — жіночої), налічувалось 19 дворових господарств.
12 червня 2020 року, відповідно до Розпорядження Кабінету Міністрів України  № 725-р «Про визначення адміністративних центрів та затвердження територій територіальних громад Харківської області», увійшло до складу Зміївської міської громади.
19 липня 2020 року, в результаті адміністративно-територіальної реформи та ліквідації Зміївського району, село увійшло до складу Чугуївського району Харківської області.

## Населення

### Мова
Розподіл населення за рідною мовою за даними перепису 2001 року:
| Мова            | Кількість | Відсоток |
| --------------- | --------- | -------- |
| українська      | 312       | 86.67%   |
| російська       | 39        | 10.83%   |
| білоруська      | 7         | 1.94%    |
| вірменська      | 1         | 0.28%    |
| інші/не вказали | 1         | 0.28%    |
| Усього          | 360       | 100%     |

## Економіка
- Молочно-товарна ферма.